# Pierre lyre

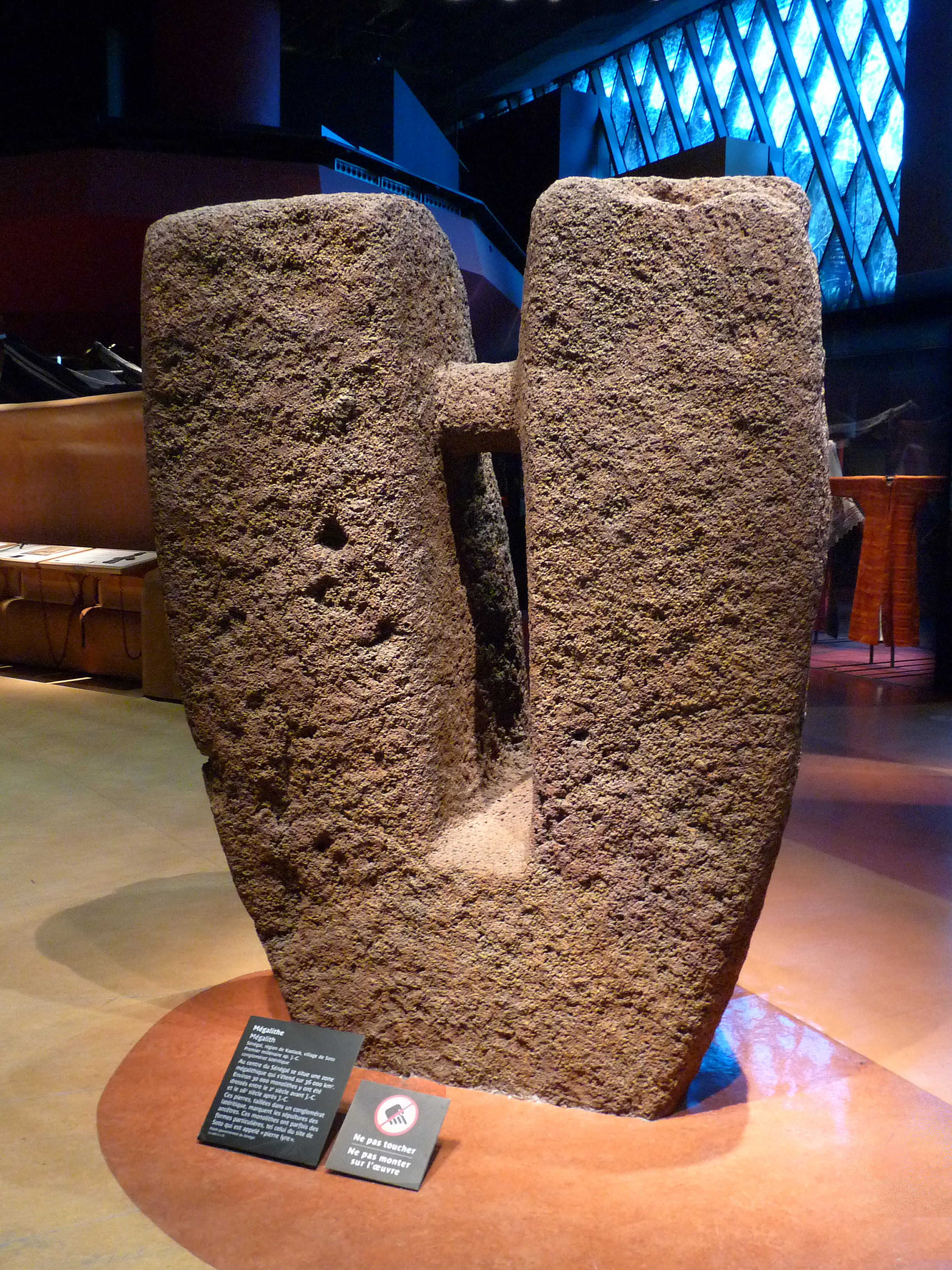
Pierre lyre de Soto (Musée du quai Branly)

Une pierre lyre est un mégalithe bifide à tenon central – en forme de lyre – caractéristique de la Sénégambie, auquel on prête un rôle astronomique.
La pierre lyre revêt aussi une valeur symbolique : en 1967, les Postes du Sénégal ont émis un timbre dédié à la pierre lyre de Kaffrine. Elle a également été choisie comme logo de la Direction du patrimoine culturel du Sénégal.

## Recensement

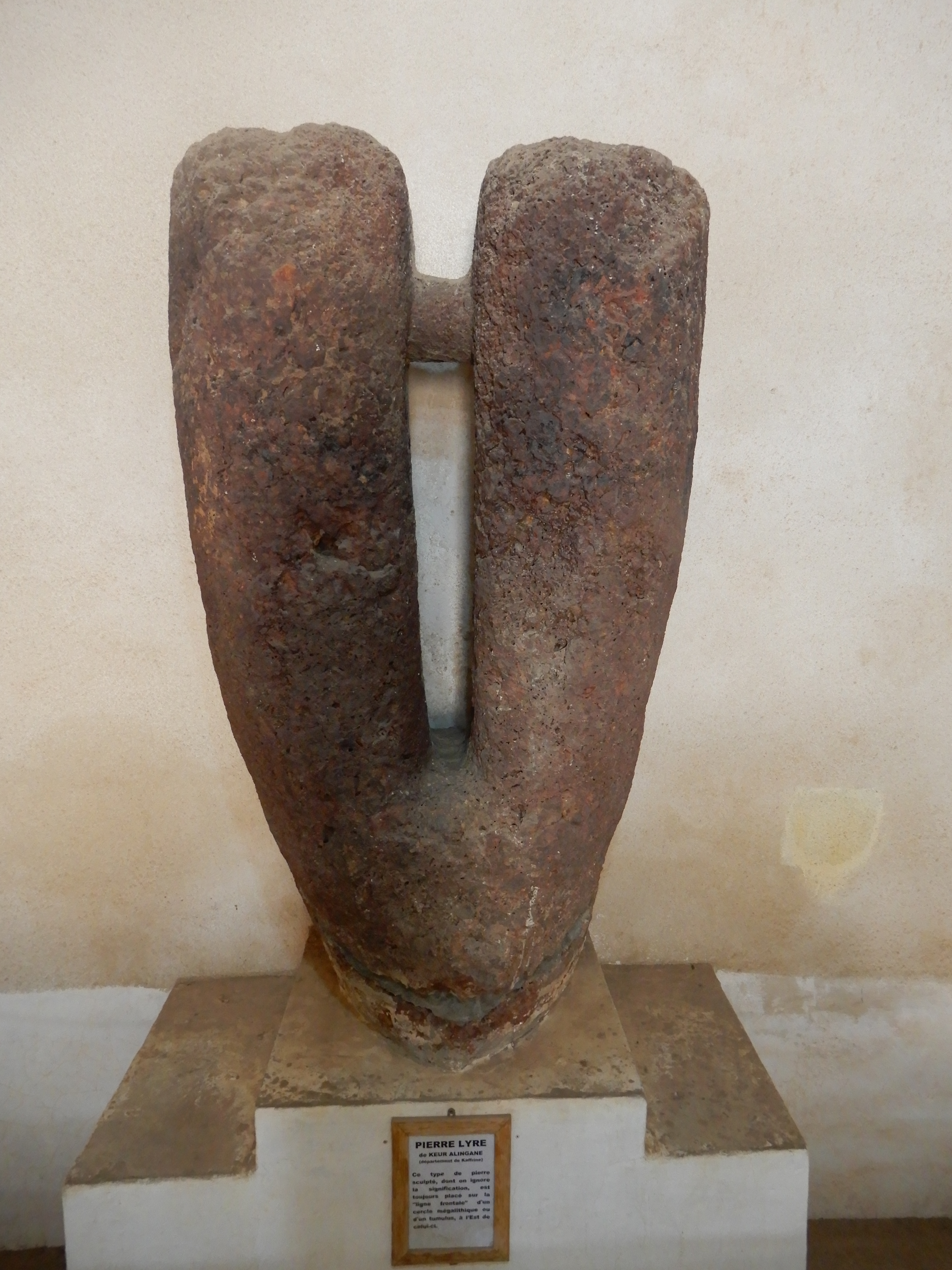
Pierre lyre de Keur Alingane

En 1985, 47 pierres bifides avaient été recensées par Guy Thilmans, dont trois ont quitté leur site d'origine (celles de Keur Ali Ngane, Soto et Djigui). La première se trouve dans l'une des salles du Musée historique du Sénégal à Gorée, la seconde au Musée du quai Branly à Paris, la troisième à Dakar. Parmi les 44 pierres restées sur place, neuf se trouvent sur le site de Wanar, dont trois sur la même ligne frontale d'un cercle mégalithique – ce qui est exceptionnel. Mais beaucoup sont endommagées.

## La pierre lyre du Musée du quai Branly
Au Musée du quai Branly, une pierre lyre de plus de 2 m et d'un poids de 4 tonnes marque l'entrée des visiteurs dans l'espace consacré à l'Afrique.
Elle provient du village de Soto, situé à 5 km au sud-ouest de Kaffrine, à 250 km de Dakar, sur la ligne de Tambacounda. Contrairement à la plupart des mégalithes analogues, groupés en cercles, cette pierre, en grès ferrugineux ou latérite, se trouvait à demi-enfoncée dans le sol et isolée.
Propriété de l'État du Sénégal (IFAN), elle a fait l'objet d'un dépôt à l'ancien Musée des arts africains et océaniens, dans le cadre d'un protocole relatif à l'échange d'œuvres d'art signé à Dakar le 31 mai 1967. En contrepartie, un certain nombre de tapisseries d'Aubusson ont été prêtées à la République du Sénégal.

### Filmographie
- « La pierre lyre », in Quai Branly : l'autre musée, film documentaire écrit et réalisé par Augustin Viatte, 2006